# Карл Алоиз Лихтенштейнский
Карл Алоиз Лихтенштейнский (нем. Karl Aloys von und zu Liechtenstein, 16 сентября 1878, Замок Фрауэнталь, Австро-Венгрия — 20 июня 1955, там же) — представитель Лихтенштейнского дома. Государственный администратор Лихтенштейна с 1918 по 1920 годы.

## Биография
Карл родился 16 сентября 1878 года. Он был девятым ребёнком  Альфреда Лихтенштейнского и принцессы Генриетты Лихтенштейнской. Его родители приходились друг другу, двоюродными братом и сестрой.
Карл посещал Шоттенгимназию и изучал право в Венском университете. После окончания учёбы, он работал на австрийской гражданской службе и был капитаном-регентом округа Мистельбах.
Во время Первой мировой войны он был имперским и королевским кавалерийским мастером в австро-венгерской армии. Он был тяжело ранен во время войны, но продолжал служить до окончания войны.
После государственного переворота в Лихтенштейне в ноябре 1918 года Карл прибыл в Вадуц. По приезде он выступил в качестве посредника между различными партиями. Было решено создать Временный исполнительный комитет, который просуществует один месяц, пока не будет сформировано новое правительство. 7 декабря он был распущен, а шесть дней спустя, Карл был назначен государственным администратором Лихтенштейна.
Находясь в должности, он запросил у Швейцарии экономическую помощь, чтобы начать восстановление после экономической разрухи. Таким образом, Швейцария поставляла продовольствие в Лихтенштейн с 1919 года. В это же время, он обратился к Феликсу Калондеру с просьбой начать переговоры между двумя странами о возможном создании таможенного союза.  2 августа 1919 года Лихтенштейн расторг таможенный союз с Австрией, а в октябре 1919 года, Швейцария согласилась представлять интересы Лихтенштейна за рубежом, где у него еще не было представительства.
Карл пытался стать посредником в отношениях между Прогрессивной гражданской партией и Христианско-социальной народной партией относительно создания новой конституции, которая пользовалась общественным спросом. В апреле 1920 года он создал проект конституции, который внес минимальные изменения в существующую Конституцию Лихтенштейна 1862 года, и он был отклонен ландтагом.  Вместо этого был принят проект конституции, представленный Вильгельмом Беком, который ограничивал власть князя Лихтенштейна конституционной монархией.
15 сентября 1920 года его сменил на посту губернатора Йозеф Пер. Он подписал новую конституцию Лихтенштейна от имени Иоганна II вместе с Йозефом Оспельтом.
Карл скончался 20 июня 1955 года, в замке Фрауэнталь. Похоронен в княжеском склепе, в Вадуце.

## Личная жизнь
Карл Алоиз женился на Елизавете Урахской (1894—1962), второй дочери Вильгельма фон Ураха (1864—1928) и Амалии Баварской (1865—1912). Вильгельм в 1918 году, был номинально несколько месяцев королём Литвы. У Карла Алоиза и Елизаветы родилось четверо детей:
- Принц Вильгельм Альфред (29 мая 1922 — 27 ноября 2006), 19 августа 1950 года Эмме фон Гутмансталь-Бенвенути (1926—1984). У них родилось пять детей.
- Принцесса Мария Жозефа (6 июля 1923 — 5 мая 2005), монахиня.
- Принцесса Франциска (14 июня 1930 — 23 апреля 2006), вышла замуж за графа Рохуса фон Шпее (1925—1981), 29 мая 1965 года. У них родилось трое детей.
- Принц Вольфганг (род. 25 декабря 1934), женился 12 июля 1970 года на графине Габриэль Басселе де ла Розе (род. 1949). У них родилось двое детей. Вольфганг последний выживший внук Альфреда Лихтенштейнского.